# Thành Sen (phường)

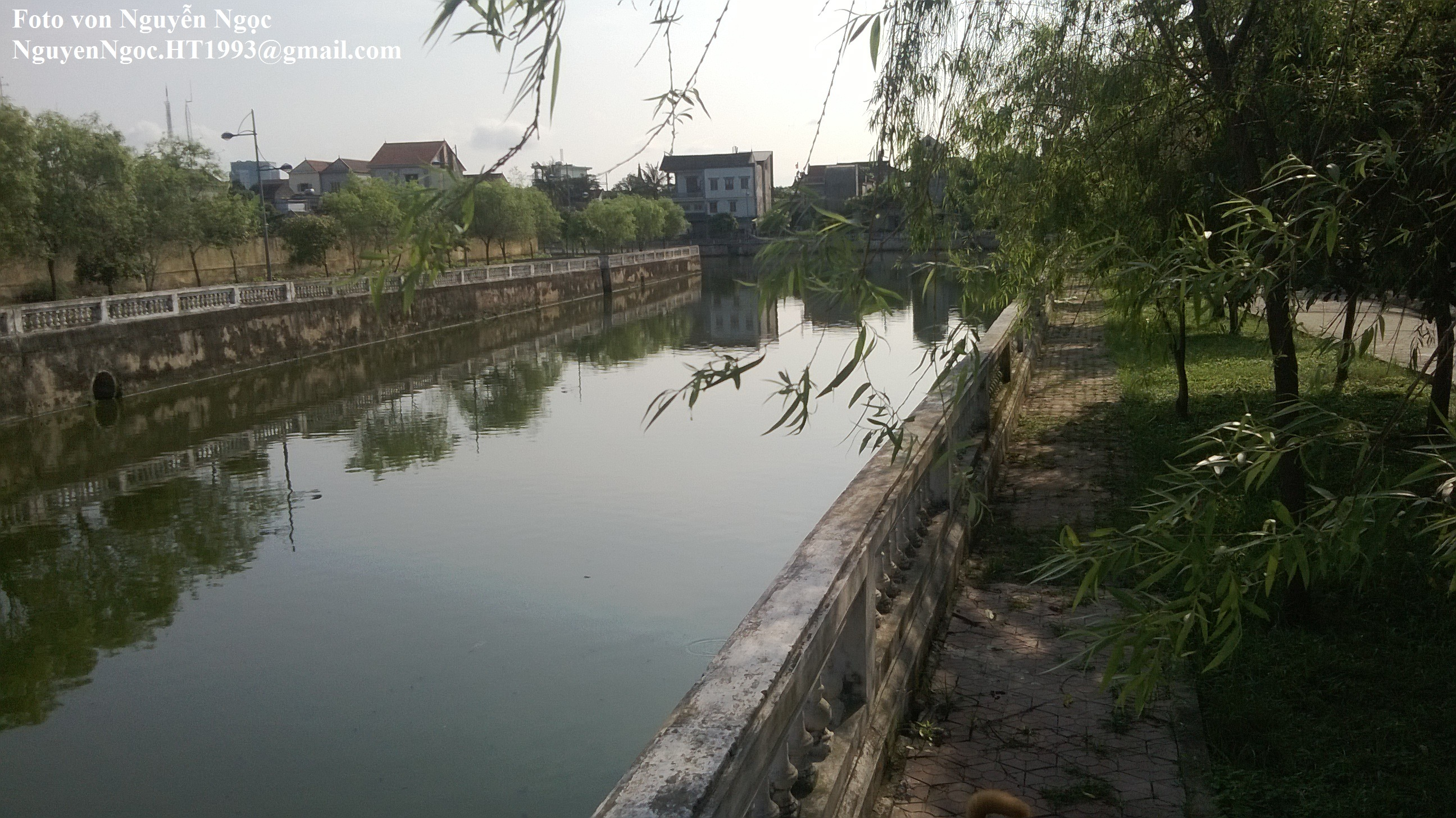
Hào thành Sen nằm trên địa bàn phường

Thành Sen là một phường thuộc tỉnh Hà Tĩnh, Việt Nam. Phường được hình thành trên cơ sở sáp nhập các phường Bắc Hà, Thạch Quý, Tân Giang, Thạch Hưng, Nam Hà, Trần Phú, Hà Huy Tập, Văn Yên và một phần diện tích tự nhiên, quy mô dân số của phường Đại Nài của thành phố Hà Tĩnh cũ trong đợt Sáp nhập tỉnh thành Việt Nam 2025.

## Hành chính và tên gọi
Phường Thành Sen được thành lập theo Nghị quyết số 1665/NQ-UBTVQH15 của Ủy ban Thường vụ Quốc hội Việt Nam, ban hành ngày 16 tháng 6 năm 2025. Theo đó, sắp xếp toàn bộ diện tích tự nhiên, quy mô dân số của các phường Bắc Hà, Thạch Quý, Tân Giang, Thạch Hưng, Nam Hà, Trần Phú, Hà Huy Tập, Văn Yên và một phần diện tích tự nhiên, quy mô dân số của phường Đại Nài thành phường mới có tên phường Thành Sen.
Việc đặt tên phường Thành Sen là do trên địa bàn phường này có Thành Sen được gọi là thành cổ Hà Tĩnh, là một thành lũy, pháo đài quân sự được xây dựng dưới thời nhà Nguyễn tại thành phố Hà Tĩnh cũ. Vùng đất thành phố Hà Tĩnh xưa gắn với sự tích từ xưa về loại hoa sen, vì vậy nhân dân từ xưa đến nay gọi "Thành Sen" để nói đến vùng đất thành phố Hà Tĩnh.
Sau sắp xếp phường có diện tích tự nhiên: 28,23km2, quy mô dân số: 90.983 người. Trụ sở của phường Thành Sen dự kiến đặt tại Ủy ban nhân dân thành phố Hà Tĩnh trước đây. Về hành chính, phía Đông giáp xã Thạch Lạc, phía Bắc giáp xã Thạch Khê và phường Trần Phú, phía Nam giáp xã Cẩm Bình, phía Tây và Tây Nam giáp xã Thạch Hà và phường Hà Huy Tập (mới).